# Baba Punhan
Baba Punhan (Bakou, 5 novembre 1948 - 17 avril 2004) est un poète azerbaïdjanais